# 甲武キャンプ村
甲武キャンプ村は山梨県北都留郡丹波山村にあるキャンプ場。

## 概要
1965年（昭和40年）開業。多摩川の源流の一つである丹波川沿いに位置し、8000坪の敷地にはテントサイトの他にバンガロー約50棟や利用者専用の体育館、浴場、荷物運搬用のリフトなどを備えており、収容人数は約500人。
さらに「上級者向け」としてトイレや水道などが無い「特別テントサイト」を構える。なお、オートキャンプは不可となっている。